# Flavoperla okamotoi
Flavoperla okamotoi és una espècie d'insecte plecòpter pertanyent a la família dels pèrlids.

## Hàbitat
En el seu estadi immadur és aquàtic i viu a l'aigua dolça, mentre que com a adult és terrestre i volador.

## Distribució geogràfica
Es troba a Àsia: el Japó (Hokkaido, Sado i les illes Ryukyu) i Rússia (Kunaixir).